# Ферати, Фадиль
Фадиль Ферати (10 мая 1960 — 30 января 2010) — косовский политик. Был мэром города Исток и вице-президентом Демократической лиги Косово, широко известен как политик, который никогда не проигрывал на выборах.

## Биография
Родился в Истоге. Ферати окончил начальную школу в Гурракоц, муниципалитет Исток; среднюю школу — в гимназии в Истоке; экономический факультет университета Приштины окончил в 1985 году.
После окончания школы работал бухгалтером на частном предприятии с 1988 по 1990 год. Он был главным сторонником легализации политического плюрализма в бывшей Югославии и создание Демократической лиги Косово (ДЛК) и формирования его структуры в муниципалитете. В начале 1990-х годов с созданием президентства Актива Гурракоц ДЛК, он был избран членом её до 1992 года. На вторых выборах, состоявшихся в июне 1992 года он был избран председателем Актива ДЛК Гурракоц и членом Президиума филиала ДЛК на муниципальном уровне. Во втором регулярном Собрании он был избран председателем Президиума Совета и муниципальных финансов и работал там с 1995 года до конца войны, когда Совет перестал работать.
На третьей Ассамблее ДЛК, состоявшейся в сентябре 1997 года он был избран председателем Президиума ДЛК в муниципалитете Исток и на четвёртой Ассамблее ДЛК был избран на пост председателя ДЛК муниципалитета Исток и членом Генерального совета ДЛК.
После вмешательства войск НАТО, создания Международной гражданской Администрации, и медиативного соглашение по формированию временных институтов Косово под управлением Международной Администрации, будь то центральные или местные, в декабре 1999 года, он участвовал в выборах в муниципальные советы Истога до 2000 года. После победы ДЛК на этих выборах на Учредительном заседании муниципального Собрания в Истоке большинством голосов избирается председателем Собрания муниципалитета Исток, а также в 2002 году на местных выборах, состоявшихся 26 октября он вновь был избран председателем муниципального образования Истог.
В 2005 году он был переизбран на пост председателя Президиума филиала ДЛК в Истоге, а также стал членом Национального президентства ДЛК и членом Генерального совета ДЛК.
В 2006 году он был избран на пост заместителя председателя ДЛК, который он занимал, пока он не умер 30 января 2010 года.
Также в ходе выборов 2007 года он был избран прямым голосованием граждан мэром города Исток. Эту должность он занимал, пока не умер в январе 2010 года.
Фадиль Ферати был женат на Дрите и имел троих детей по имени Илир, Бесе, Триумф.